# Jill Goodacre Connick
Jill Goodacre Connick, född 29 mars 1964 i Lubbock i Texas i USA, är en amerikansk tidigare fotomodell och skådespelare.

## Karriär
Jill Goodacre Connick arbetade och blev välkänd som fotomodell för Victoria's Secret. Hon är också känd för att ha medverkat i TV-serien Vänner i säsong 1 avsnitt 7 "The One With The Blackout" (1994). Hon var regissör för musik-DVD:n Harry Connick Jr.: The New York Big Band Concert 1993.

## Privatliv
Jill Goodacre Connick har tre barn, döttrarna Georgia Tatom (född 1996), Sarah Kate (född 1997) och Charlotte (född 2002), med maken Harry Connick Jr.